# Ginnastica artistica al XII Festival olimpico estivo della gioventù europea
Le competizioni di ginnastica artistica al XII Festival olimpico estivo della gioventù europea si sono svolte dal 16 al 19 luglio 2013 a Utrecht, nei Paesi Bassi

## Podi

### Ragazzi
| Gara                  | Oro               | Punti   | Argento             | Punti   | Bronzo                        | Punti   |
| Concorso individuale  | Brinn Bevan       | 85,200  | Nile Wilson         | 83,700  | Ivan Stretovič                | 82,000  |
| Concorso a squadre    | Gran Bretagna     | 169,550 | Russia              | 167,300 | Italia                        | 161,300 |
| Corpo libero          | Valentin Starikov | 14,250  | Brinn Bevan         | 14,150  | Tomas Kuzmickas               | 14,150  |
| Sbarra                | Carlo Macchini    | 14,100  | Valentin Starikov   | 13,950  | Tin Srbić                     | 13,900  |
| Parallele simmetriche | Ivan Stretovič    | 14,650  | Brinn Bevan         | 14,550  | Ahmet Önder                   | 14,500  |
| Cavallo con maniglie  | Nile Wilson       | 13,950  | Antonios Tantalidis | 13,900  | Brinn Bevan Valentin Starikov | 13,550  |
| Anelli                | Nile Wilson       | 14,100  | Paul Degouy         | 13,700  | Ivan Stretovič                | 13,700  |
| Volteggio             | Kirill Potapov    | 14,625  | Valentin Starikov   | 14,300  | Viktar Hrankoŭski             | 14,175  |

### Ragazze
| Gara                   | Oro              | Punti   | Argento             | Punti   | Bronzo                       | Punti   |
| Concorso individuale   | Maria Kharenkova | 54,950  | Kim Janas           | 54,950  | Tyesha Mattis                | 54,850  |
| Concorso a squadre     | Russia           | 110,300 | Gran Bretagna       | 109,750 | Romania                      | 108,800 |
| Corpo libero           | Maria Kharenkova | 13,950  | Kim Janas           | 13,750  | Silvia Zarzu                 | 13,750  |
| Trave                  | Marija Bondareva | 14,250  | Eythora Thorsdottir | 13,800  | Andreea Iridon Claire Martin | 13,750  |
| Parallele asimmetriche | Martina Rizzelli | 14,150  | Louise Vanhille     | 13,950  | Tea Ugrin                    | 13,700  |
| Volteggio              | Elissa Downie    | 14,475  | Laura Jurcă         | 14,375  | Tyesha Mattis                | 14,300  |